# Ceratocapsus biformis
Ceratocapsus biformis är en insektsart som beskrevs av Knight 1927. Ceratocapsus biformis ingår i släktet Ceratocapsus och familjen ängsskinnbaggar. Inga underarter finns listade i Catalogue of Life.